# Astronomia ultravioleta

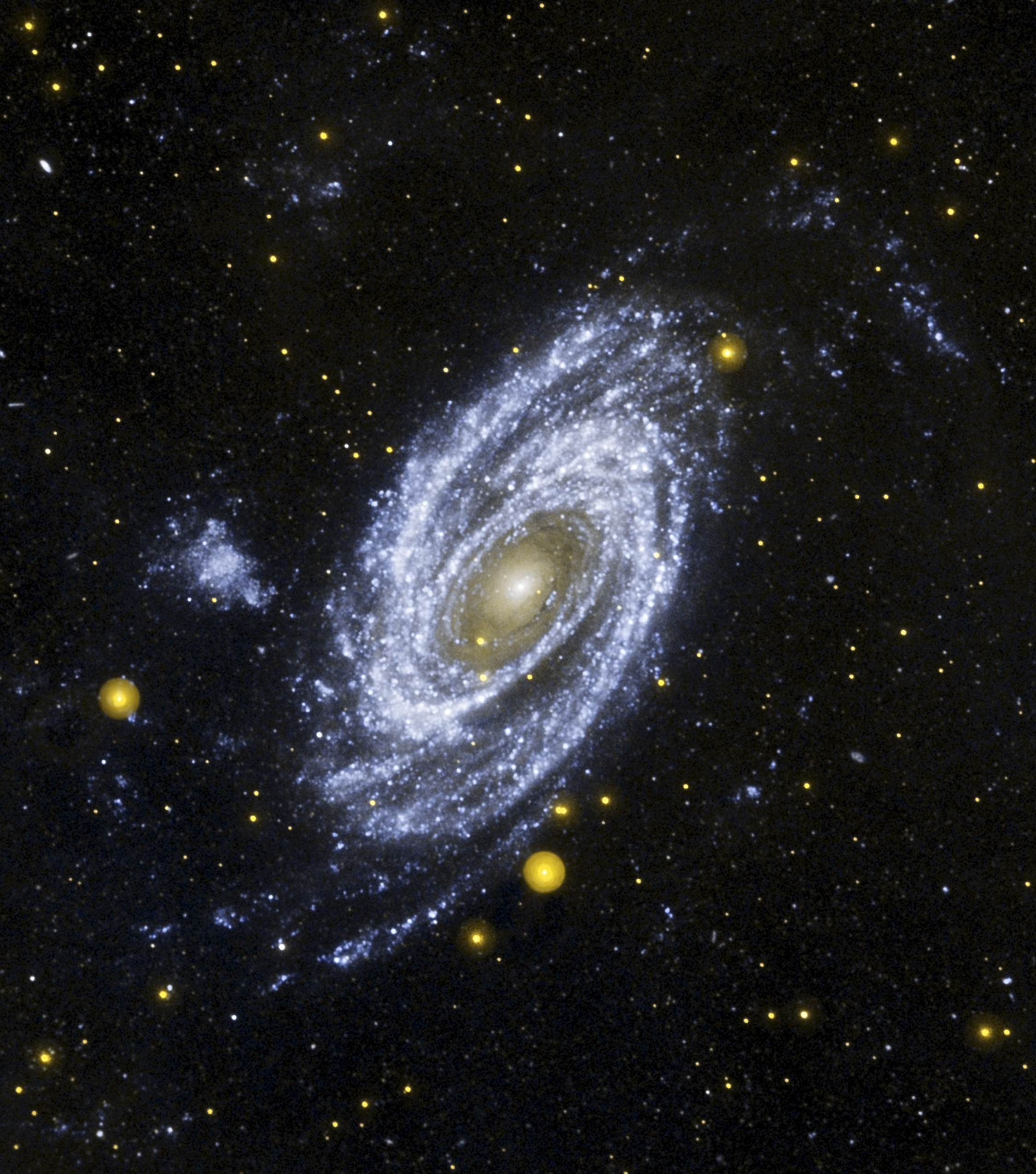
Imagem ultravioleta da Galáxia de Bode através do Telescópio Galex

A astronomia por raios ultravioletas é a observacão de radiação electromagnética espacial, baseada nas ondas ultravioleta, cujas longitudes de onda estão compreendidas entre os 400 nm, (onde termina espectro visível), e os 10 nm, onde começam os raios X. A radiação ultravioleta pode se produzir artificialmente mediante lampâdas de arco; a radiação ultravioleta de origem natural provém principalmente do Sol.
A astronomia ultravioleta praticou-se desde começos da década de 1960, com a ajuda de detectores montados em satélites artificiais que proporcionam dados sobre objetos estelares inacessíveis da superfície da Terra. Um destes satélites é o Navegador Ultravioleta Internacional, lançado em 1978.
A atmosfera da Terra impede que a maior parte da radiação ultravioleta que provém do espaço exterior chegue à sua superfície. No entanto, a luz ultravioleta com uma longitude de onda entre 410 e 300 nm, chamada 'região ultravioleta próxima' pode atingir a superfície terrestre através da atmosfera. A radiação ultravioleta com uma longitude de onda entre 300 e 10 nm somente se pode detectar mediante instrumentos de observação situados acima da atmosfera da Terra. Estes instrumentos de observação incluem telescópios e satélites artificiais no espaço.
Um telescópio enviado a uma altitude de 40 km, isto é, quase acima da camada de ozônio da atmosfera, pode observar a luz ultravioleta de até uns 200 nm. Para observar longitudes de onda menores de 200 nm, o dispositivo de observação tem que estar colocado acima da atmosfera terrestre. Os telescópios situados em balões ou pequenos foguetes são de grande utilidade, mas seu tempo de observação vê-se limitado a alguns minutos no caso de um foguete e a algumas horas quando se trata de um balão. Desde 1968, a maior parte das observações do ultravioleta médio e longínquo se efectuaram de telescópios situados na órbita da Terra. (A região ultravioleta entre 300 e 200 nm conhece-se como o 'ultravioleta médio'. O 'ultravioleta longínquo' encontra-se entre 200 nm e aproximadamente 91 nm). Alguns dos satélites artificiais postos em órbita para detectar o ultravioleta são: o Observatório Astronómico em Órbita, o Observatório Astronómico Copérnico, o Satélite Europeu TD-1, o Satélite Astronómico dos Países Baixos, o Observatório Astronómico UIE, o telescópio espacial Hubble e, mais recentemente, o Navegador da Evolução de Galaxias (GALEX).
O Navegador Ultravioleta Extremo explorou grande parte da região ultravioleta de 91 até 10 nm, chamada o ultravioleta extremo, zona difícil de detectar devido à contínua absorção de fotóns causada pela ionização dos átomos de hidrogênio e hélio interestelares.